# Yves Guéna
Yves Guéna, né le 6 juillet 1922 à Saint-Pierre-Quilbignon (aujourd'hui un quartier de Brest, Finistère), et mort le 3 mars 2016 à Paris 16e, est un haut fonctionnaire, homme politique, écrivain et résistant français.
Gaulliste de la première heure, il combattit dans les Forces françaises libres durant la guerre puis fut député de la Dordogne, ministre sous les présidences de De Gaulle et Pompidou,  sénateur, conseiller général et maire de Périgueux. Nommé membre du Conseil constitutionnel français en 1997, il préside cette institution de 2000 à 2004.

## Biographie

### Famille et études
Yves Guéna est le fils d'Yves Guéna (1896-1987) et d'Eugénie Kernaléguen (1902-1981).
Élevé dans une famille modeste, il est scolarisé au lycée de Brest, sa ville natale. Il y obtient le baccalauréat en 1939 puis est admis en hypokhâgne à Rennes.

### Engagement dans la Résistance
Après la défaite de la France lors de la bataille de France et la demande d'armistice du maréchal Pétain, annoncée aux Français le 17 juin 1940, Yves Guéna, 17 ans, élève au lycée de Brest, entend parler de l'appel à la résistance lancé par le général de Gaulle le soir du 18 juin 1940. Le lendemain, il monte à bord d'un remorqueur de la marine qui l'emmène à Ouessant. Puis, dans la nuit du 19 au 20 juin, il embarque sur un chalutier en direction de l'Angleterre. Arrivé à Plymouth, il est envoyé à Annerley School, près de Londres, avant de rejoindre l'Olympia Hall, où sont regroupés les engagés de la France libre. Le 6 juillet, le général de Gaulle vient les rencontrer. Dirigé ensuite vers le camp de Camberley, il participe au défilé du 14 juillet, à Londres. En 1941, il envoie de Londres une lettre à ses parents pour leur expliquer son engagement.
Après une longue période de formation, il est envoyé en Afrique et, en 1942, il est affecté dans une automitrailleuse du 1er régiment de marche de spahis marocains (1er RMSM) avec lequel il participe notamment à la seconde bataille d'El Alamein le 24 octobre 1942. En 1944, lieutenant au 1er peloton du 4e escadron du RMSM, il débarque avec la 2e DB du général Leclerc, il est grièvement blessé le 11 août près d'Alençon lors de la bataille de Normandie. Fin 1944, il reprend le combat avec la 2e DB en Alsace et va jusqu'à Berchtesgaden en Allemagne.

### Après guerre
Il épouse, le 23 juillet 1945, Oriane de La Bourdonnaye-Blossac (1924-2018), fille du comte Alphonse de La Bourdonnaye-Blossac et d'Élisabeth de La Panouse, elle-même fille de Sabine de Wendel. Il l'a rencontrée en 1944, lors de sa convalescence à l'hôpital militaire du Val-de-Grâce à Paris, alors qu'elle est infirmière. Ils ont sept enfants : cinq fils et deux filles, et la famille passera les vacances au château de Chantérac en Dordogne d'où est originaire Oriane de La Bourdonnaye. Sa fille Brigitte est l'épouse du juriste et président de la cour européenne des droits de l'homme  Jean-Paul Costa (1941-2023).
Le 1er mars 1946, Yves Guéna est admis dans la première promotion (surnommée « France-Combattante ») de l'ENA, bénéficiant d'un régime d'accès facilité et raccourci à cette institution, en tant qu'engagé volontaire au côté de la France libre. En 1947 il devient contrôleur civil au Maroc, puis maître des requêtes au Conseil d'État.

### Sous laVeRépublique
En 1958-1959, il est conseiller technique, puis directeur de cabinet du garde des Sceaux, Michel Debré.
Entre le 4 juin et le 14 juillet 1958 il travaille, avec un petit groupe informel sous le contrôle du général de Gaulle, à la rédaction de la constitution de 1958 qui régit la Cinquième République. Ce travail a été remis, à partir du 15 juillet, au comité consultatif constitutionnel chargé d'établir la nouvelle constitution. La constitution est approuvée par les Français lors du référendum du 28 septembre, et promulguée le 4 octobre 1958.
En janvier 1959, il devient directeur adjoint de cabinet du Premier ministre, Michel Debré. Il est nommé, en juillet 1959, haut-commissaire puis, à partir du 8 août 1960, le lendemain de l’indépendance de la Côte d'Ivoire, envoyé exceptionnel plénipotentiaire dans ce pays.
Il est député de la Dordogne entre 1962 et 1981 avec des interruptions de son mandat lors de ses fonctions ministérielles. Le 25 novembre 1962, lors du deuxième tour des élections législatives, il est élu député de la Première circonscription de la Dordogne sous l'étiquette Union démocratique du travail (UDT), battant de 16 voix le candidat communiste et ancien député Yves Péron. Il exerce son mandat jusqu'au 6 avril 1967 dans le groupe UNR (Union pour la nouvelle République) ,devenu UDR (Union des démocrates pour la République).
En 1964, il échoue aux élections cantonales en Dordogne. Aux élections municipales de mars 1965, il est candidat à la mairie de Périgueux. Il est battu par le maire radical sortant Lucien Barrière.
Il est réélu député de la première circonscription de la Dordogne en mars  1967 sous l'étiquette Union des démocrates pour la Cinquième République (UD-Ve)
Le 6 avril 1967, sous la présidence de Charles de Gaulle, il devient ministre des Postes et Télécommunications dans le gouvernement Pompidou IV, jusqu'au 31 mai 1968. En 1967, alors que 7 Français sur 10 ne sont pas équipés d'un téléphone, il lance le programme « téléphone pour tous ». Il soutient le développement des satellites de communication, conduisant quelques années plus tard au programme de la fusée Ariane. Il soutient aussi le programme Airbus, le développement des TGV et de l'aéroport de Roissy . Localement, il fait implanter l'imprimerie nationale des timbres-poste à Boulazac, commune voisine de Périgueux. Lors des événements de Mai 68, il est chargé par le Premier ministre Georges Pompidou, en tant que ministre des PTT, de « remettre de l'ordre » dans les radios périphériques en les menaçant de leur couper les fréquences si elles continuent à couvrir de façon trop favorable les manifestations étudiantes. Du 31 mai au 10 juillet 1968, il est Ministre de l'Information.
Après la dissolution de l'Assemblée nationale le 30 mai 1968, il est réélu le 23 juin 1968, député de la première circonscription de la Dordogne sous l'étiquette UDR.
Le 12 juillet 1968, il est de nouveau nommé ministre des Postes et Télécommunications dans le gouvernement Couve de Murville, toujours sous la présidence de Charles de Gaulle, puis celle d'Alain Poher, président du Sénat qui remplace — à partir d'avril 1969 — de Gaulle à la présidence de la République à la suite de la démission de celui-ci. Yves Guéna reste ministre jusqu'au 20 juin 1969.
En 1970, il est élu conseiller général de la Dordogne. Réélu, il exerce la fonction jusqu'en 1989, siégeant dans l'opposition départementale.
En mars 1971, il est de nouveau candidat aux élections municipales à Périgueux face à deux listes de gauche. Sa liste arrive en tête au premier tour, obtenant 75 suffrages de plus que la liste de la gauche non communiste arrivée en deuxième position. Le 21 mars 1971, il est élu maire de Périgueux. Il sera réélu quatre fois aux élections municipales suivantes (1977, 1983, 1989, 1995 ; obtenant souvent près de 60 % des voix). Lors de sa mandature, il procède à la rénovation de la ville (réaménagements de quartiers, pavage de rues, etc). Il crée le Festival international du mime Mimos en 1983, le Salon international du livre gourmand avec l'aide de son adjoint à la culture Xavier Darcos. En janvier 1997, il quitte ses fonctions de maire à la suite de sa nomination au Conseil constitutionnel par le président du Sénat René Monory. Son adjoint à la culture Xavier Darcos est élu maire à la suite du vote du conseil municipal.
En 1972, il est nommé conseiller d'État, admis à l'honorariat de cette fonction à partir de 1974.
Réélu député UDR le 11 mars 1973, il entre dans le gouvernement Messmer II sous la présidence de Georges Pompidou. Il est ministre des Transports du 5 avril 1973 au 27 février 1974, avec Pierre Billecocq comme secrétaire d'État auprès du ministre des Transports. Il reste en même temps député jusqu'au 5 mai 1973. En tant que ministre, Yves Guéna dessine le tracé de la première ligne TGV entre Paris et Lyon et développe le programme Airbus. Il conçoit la création et propose le nom de l'aéroport Roissy-Charles-de-Gaulle inauguré par le Premier ministre Pierre Messmer le 8 mars 1974. Il décide des premiers travaux du tunnel sous la Manche, qui est finalement en service 20 ans plus tard le 6 mai 1994. Du 1er mars au 27 mai 1974, il est ministre de l'Industrie, du Commerce et de l'Artisanat dans le gouvernement Pierre Messmer III, sous la présidence de Pompidou, puis d'Alain Poher qui assure l'intérim de la présidence de la République à la suite du décès de Georges Pompidou le 2 avril 1974.
Il est secrétaire général adjoint de l'UDR en 1974. Lors de l'élection présidentielle de 1974, il soutient Jacques Chaban-Delmas au premier tour, puis rallie au second tour le centriste Valéry Giscard d'Estaing opposé au socialiste François Mitterrand. La même année, Yves Guéna est réélu député UDR en octobre lors d'une élection législative partielle. Il est secrétaire général de l'UDR le 4 avril 1976 puis du RPR à partir de décembre 1976 (création du RPR présidé par l'ancien Premier ministre Jacques Chirac). À la même date, Yves Guéna est inscrit au groupe RPR de l'Assemblée nationale comme tous les autres députés de l'UDR. De 1977 à 1978, il est délégué politique du RPR, puis à partir de 1978, conseiller politique et trésorier général du parti. Aux législatives de mars 1978, il est réélu député de la Dordogne, faisant partie du groupe RPR. Avec Marie-France Garaud, Pierre Juillet et Charles Pasqua, il fait partie de la « bande des quatre » qui conseille et entoure Jacques Chirac, lui conseillant de diffuser l'« appel de Cochin » du 6 décembre 1978, dirigé contre le président Giscard d'Estaing et le « parti de l'étranger ». Il abandonne ses fonctions de conseiller et de trésorier du RPR en 1979.
En 1981, il fonde le cercle Périclès, consacré aux études de défense, et en devient le président. Il soutient la candidature de Michel Debré à l'élection présidentielle de mai 1981. Il est battu aux élections législatives de juin 1981 par le candidat PS Roland Dumas.
Il est élu député de la Dordogne le 16 mars 1986 puis devient simultanément vice-président de la commission des Finances de l'Assemblée nationale. Le 12 juin 1988, il est battu par le candidat PS et président du Conseil général de la Dordogne Bernard Bioulac.
En septembre 1989, il est élu sénateur de la Dordogne, inscrit au groupe RPR. Il succède au socialiste Roger Roudier et est réélu en septembre 1995. Il est vice-président de la Haute-assemblée de 1992 à 1997. Il quitte ses fonctions en janvier 1997 à la suite de sa nomination au Conseil Constitutionnel par le président du Sénat René Monory. Le maire et conseiller général du Bugue, ancien président RPR du Conseil général de la Dordogne Gérard Fayolle lui succède comme sénateur.
De la création du RPR jusqu'à sa transformation en UMP, Yves Guéna est Président du Rassemblement pour la République dans le département de la Dordogne, 
En septembre 1990, Yves Guéna initie une pétition dans laquelle il prend position contre la réunification allemande, engagement concrétisé par la publication d'un Manifeste pour la grande Europe. Il s'oppose au traité de Maastricht en 1992. En mars 1992, il accorde un entretien au Choc du mois intitulé « L’immigration, ça suffit comme ça ! » et qu'il renie par la suite.
Ayant régulièrement affronté politiquement la gauche (candidats communistes, socialistes, radicaux), Yves Guéna a eu souvent l'occasion de discuter avec ses opposants en privé, étant ami avec des personnalités politiques telles que Yves Péron et d'anciens résistants, la plupart communistes comme Roger Ranoux figure marquante de la Résistance en Dordogne avec Jacques Chapou, André Urbanovitch, Roger Lescure, Roland Clée ou encore Édouard Valéry. 

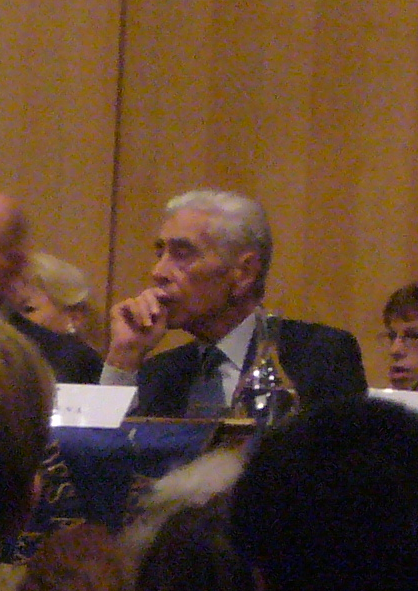
Yves Guéna en 2008.

Le 3 janvier 1997, il est nommé membre du Conseil constitutionnel par le président du Sénat René Monory. Il prête serment le 20 janvier. Il devient le premier énarque appelé à siéger dans cette institution. Lors de l'affaire des faux électeurs du 5e arrondissement, sur laquelle l'institution est appelée à se pencher et a fait produire un rapport qui se révèle accablant pour Jean Tibéri, Yves Guéna prend la défense des pratiques de celui-ci, arguant que ces erreurs « ne sont pas imputables au candidat » et appelant à « tenir compte d’un certain clientélisme, dont je n’hésite pas à dire qu’il est normal ». Le 24 mars 1999, il devient président par intérim, en tant que doyen d'âge, à la suite du congé pris par la veille par Roland Dumas. À la suite de la démission de ce dernier le 29 février 2000, Yves Guéna est nommé président du Conseil constitutionnel le 1er mars suivant par le président de la République Jacques Chirac. Il exerce cette fonction jusqu'au 9 mars 2004.
« Gaulliste un jour, gaulliste toujours » selon ses propres termes, Yves Guéna est président de l'Institut Charles-de-Gaulle de 1999 à 2006 et président de la Fondation du même nom de 2001 à 2006. Il est chargé, notamment, de lancer les travaux de l'historial de Gaulle, aux Invalides, à Paris (à l'initiative du président de la République Jacques Chirac en 2004). Il a fait bâtir le mémorial à Colombey-les-deux-Églises et a rénové la maison natale de Charles de Gaulle à Lille.
Yves Guéna, remet les insignes d'officier de la Légion d'Honneur en 2002 au chef départemental des FFI en Dordogne Roger Ranoux.
Entre 2004 et 2007, il exerce les fonctions de président du conseil d'administration de l'Institut du monde arabe. À partir de 2004, il est le président d'honneur du mouvement politique le club Nouveau Siècle, qui regroupe les gaullistes sociaux au sein de l'UMP.
En 2005, il est fait grand-croix de la Légion d'honneur par le président de la République Jacques Chirac, lors d'une cérémonie aux Invalides.
En 2007, il devient membre du comité d'honneur du Mouvement initiative et liberté. Après la mort de Pierre Messmer en 2007, il devient président de la Fondation de la France libre. Le général Robert Bresse lui succède le 6 avril 2011.
En février 2009, il est nommé membre du comité de réflexion préparatoire à la commémoration du 70e anniversaire de l'appel du général de Gaulle le 18 juin 1940, et à la naissance de la France libre.
En avril 2009, il est nommé, sur proposition du président de la République Nicolas Sarkozy, à la tête de la commission de contrôle du découpage électoral (nomination approuvée par les commissions des lois de l'Assemblée nationale et du Sénat).
En juin 2012, il accepte de devenir le président du comité de soutien de Philippe Cornet, candidat dans la première circonscription de la Dordogne lors des élections législatives des 10 et 17 juin. Ce dernier est battu au second tour par le député PS sortant Pascal Deguilhem. Lors des élections municipales de 2014, il soutient à Périgueux Jean-Paul Daudou, qui fut naguère son adjoint (et maire de Périgueux de 2002 à 2005, assurant l'intérim de Xavier Darcos, ministre dans le gouvernement Raffarin). Au premier tour, la liste de Jean-Paul Daudou n'arrive qu'en troisième position, devancée par la liste de la gauche du maire PS sortant Michel Moyrand et celle de l'UMP conduite par Antoine Audi.
Il fait l'une de ses dernières apparitions publiques le 19 août 2014 : sur l'invitation du maire de Périgueux Antoine Audi et bien qu'affaibli, il préside les cérémonies du 70e anniversaire de la libération de la ville.

### Mort et obsèques
Yves Guéna meurt à Paris, le 3 mars 2016, à l'âge de 93 ans. La cérémonie d'hommage national à Yves Guéna se tient le 8 mars 2016, dans la cour d'honneur des Invalides à Paris devant 300 personnes en présence de Roland Dumas, Xavier Darcos, François Fillon, Nicolas Sarkozy, Gérard Larcher, Alain Juppé, Frédéric de Saint-Sernin, Jean-Marc Ayrault, Robert Badinter, Michel Barnier ou Claude Bartolone. Son éloge funèbre est prononcé par le président de la République François Hollande.
Yves Guéna est inhumé le 10 mars 2016 au cimetière de Chantérac en Dordogne.

## Décorations
- Grand-croix de la Légion d'honneur[16]
- Croix de guerre 1939-1945
- Médaille de la Résistance française par décret du 11 mars 1947[17]

## Hommages
En 2003, la place Yves-Guéna, est inaugurée à Périgueux, en sa présence par Xavier Darcos, ministre dans le gouvernement Raffarin. Il fait donc partie des rares personnes ayant de leur vivant donné leur nom à un lieu.
Un peu plus d'un an après sa mort, à Neuvic, commune pour laquelle il avait œuvré pour l'implantation du centre de détention pénitentiaire, l'avenue de la Gare est rebaptisée avenue Yves-Guéna en juin 2017.

## Œuvres
- Historique de la Communauté (1962)
- Maintenir l'État (1970)
- L'Enjeu (en coll. 1975)
- Chantérac ; le château, les liens familiaux (1980)
- Le Temps des certitudes 1940-1969 (1982)
- Catilina ou la gloire dérobée (roman, 1984)
- Les Cent premiers jours, 2 avril-14 juillet 1986 (en coll., 1985)
- Écrits et discours I, 1962-1987 (1987)
- Moi, duc de Lauzun, citoyen Biron (roman, 1997)
- Écrits et discours II, 1987-1997 (1999)
- Le Baron Louis - 1755-1837 (1999, Prix Jacques-de-Fouchier de l'Académie française 2000)
- Phèdre 2000 (théâtre, 2000)
- Les Wendel : trois siècles d'histoire (2004)
- L'Histoire de France racontée à mes petits-enfants (illustrations de Jean-Marie Cuzin) (2005)
- De Gaulle (2007)
- Écrits et discours III, 1997-2007 (2008)
- Mémoires d'Outre-Gaulle (2010).

## Documentaire
- Yves Guéna, passionnément de Gaulle réalisé par Philippe Coudert et Laurent Ramamonjiarisoa, en collaboration avec Marc Desoutter, produit par France 3 Aquitaine et Flair Production, 2011, 52 min.